# Феофілакт Рангаве
Феофілакт Рангаве (д/н — після 780) — політичний та військовий діяч Візантійської імперії.

## життєпис
Походив з провінційного роду Рангаве середніх статків. Напевне, за імператора Костянтина V розпочав службу у війську, звитяживши у морських походах протягом 760-х років. На момент смерті імператора вже мав титул патркиія. Ймовірно, належав до іконоборців. Протягом правління імператора Костянтина VI очолював флотилію на посаді друнгарія біля Додеканеських островів (південь Егейського моря).
780 року після повалення імператора його матір'ю Іриною став одним з очільників змови серед військовиків та сановників з метою передати імператорський трон Никифору, стрийку поваленого Костянтина VI. Але змову було викрито, а Феофілакта Рангаве покарано побиттям, постриженням у ченці та засланням на одним з островів Мармурового моря. Подальша доля невідома.

## Родина
- Михайло (770—844), візантійський імператор